# 祝大舟
祝大舟（1548年—？），字濟之，號浩降，浙江金華府蘭谿縣（今蘭溪市）人，民籍，明朝政治人物，官至監察御史。

## 生平
萬曆元年（1573年）癸酉科浙江鄉試第四十七名。萬曆八年（1580年）庚辰科会试第六十五名，三甲第九十七名進士。刑部觀政，本年授中书舍人，十三年官江西道監察御史，本年差巡茶，十六年巡按江西，十七年丁憂归乡。因御史錢一本參劾貪污，被革职充軍。

## 家族
曾祖祝滔；祖父祝栢；父祝虎。母徐氏；繼母陳氏。